# Cistanche compacta
Cistanche compacta là loài thực vật có hoa thuộc họ Cỏ chổi. Loài này được (Viv.) Beck mô tả khoa học đầu tiên năm 1930.